# Mayerling Barreto
Mayerling Barreto (ur. 2 sierpnia 1983) – wenezuelska judoczka.
Uczestniczka mistrzostw świata w 2007. Startowała w Pucharze Świata w 2010. Brązowa medalistka igrzysk Ameryki Środkowej i Karaibów w drużynie w 2006, a także igrzysk boliwaryjskich w 2009 roku.